# Jörn Kamphuis

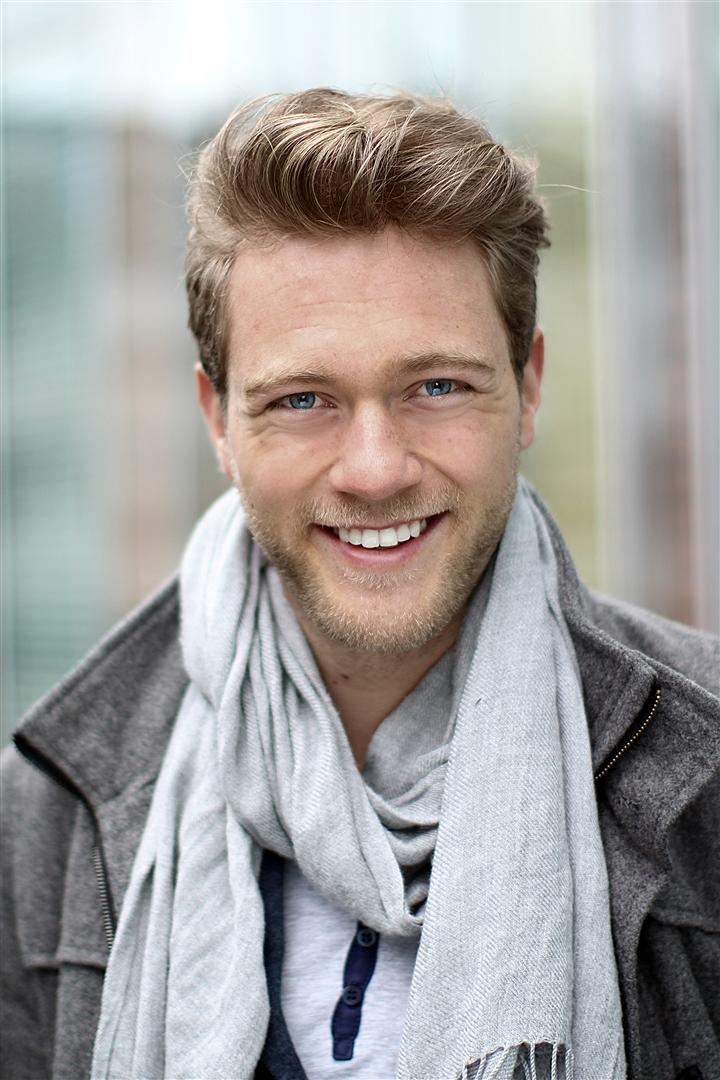
Jörn Kamphuis (2012)

Jörn Kamphuis (* 1. Dezember 1987 in Nordhorn) ist ein deutscher Moderator und  ehemaliger Mister Germany. 

## Leben
Kamphuis wuchs in Itterbeck auf, einem kleinen niedersächsischen Ort nahe der niederländischen Grenze. Während und nach seinem Abitur 2007 arbeitete Kamphuis als freier Mitarbeiter für die lokalen Medien seines Heimatlandkreises Grafschaft Bentheim (Ems-Vechte-Welle und Grafschafter Nachrichten). Nach dem Abitur ging er für vier Monate als Animateur nach Griechenland und machte Kleinkunst und Jonglieren. 2008 zog er nach Berlin, um an der Universität Potsdam Sportökonomie zu studieren. Das Studium schloss er 2011 mit dem Bachelor of Arts ab.
Nach dem Studium gründete er zwei Internetplattformen und arbeitete als Tutor am Lehrstuhl Innovationsmanagement und Entrepreneurship an der Universität Potsdam. Seit 2011 ist Kamphuis zudem als Model tätig.
Von 2012 bis 2013 war er bei der Sendung KIKA LIVE Party Check zusammen mit Jana Skudelny Comoderator von Ben Blümel.
Im November 2012 wurde er zum Mister Germany 2013 gewählt (Titel vergeben durch die Miss Germany Corporation).

## Film und Fernsehen
Jörn Kamphuis trat in mehreren Fernsehproduktionen als Comoderator und Kandidat auf:
- 2012–2013 KiKA LIVE Party Check, Staffel I+II als Comoderator (ZDF, KiKA; Produktion: Minga Media; Regie: Priska Metten)[4]
- 2013 Kandidat bei Das perfekte Promi Dinner (VOX)[4][6]
- 2013 Kandidat bei Web vs. Promi (KiKA), 2. Staffel, eine Folge.[7]